# Dva valinorské stromy
Dva valinorské stromy jsou v mytologii J. R. R. Tolkiena dva zářící stromy, které ve Valinoru stvořila Yavanna s Niennou. Starší Telperion dával stříbrné světlo a byl též nazýván Bílý strom, Silpion a Ninquelótë. Okamžik, kdy poprvé zazářil, je zván Hodinou otvírání a od tohoto okamžiku se ve Valinoru začal počítat čas. Druhý strom Laurelin („zlatá píseň“), který dával zlaté světlo a teplo, si vysloužil též názvy Malinalda („Zlatý strom“) a Culúrien. V Knize ztracených příběhů se vyskytují i později nepoužité názvy Lindeloksë a Lindelótë.

## Stvoření
Svou mocí je vytvořila Yavanna, aby svou září osvětlovaly Valinor. Kolem jejich osudu jsou utkány všechny příběhy Starých časů. Laurelin je zaléván Urwen z Kulullinu, kdežto Telperion je zavlažován z nádrže Silindrinu (Telimpë) Lórienovým oblíbencem Silmem. Vždy po dvanácti hodinách plného světla jeden strom uvadá a v tu chvíli (na dalších 12 hodin) zazáří ten druhý. Aby stromy neuvadly, bylo nutno je zalévat světlem.

## Podoba
Oba stromy byly zdrojem světla: Telperion stříbrného a Laurelin zlatého. Telperion měl tmavé listy (z jedné strany stříbrné) a jeho stříbřitá rosa byla zdrojem vody a světla. Laurelin měl svěže zelené listy s okrajem ze zlata a jeho rosa byla rovněž sbírána Vardou.

## Zničení
Stromy byly zničeny Melkorem a pavoučicí Ungoliant, ale z jejich posledních dvou plodů Valar stvořili Měsíc (jiná jména: Rána (Valar), Sil (elfsky Stříbrná růže)) a Slunce (nebo: Sári (Valar), Úr/Aur (elfsky oheň)).